# Temic Telefunken microelectronic

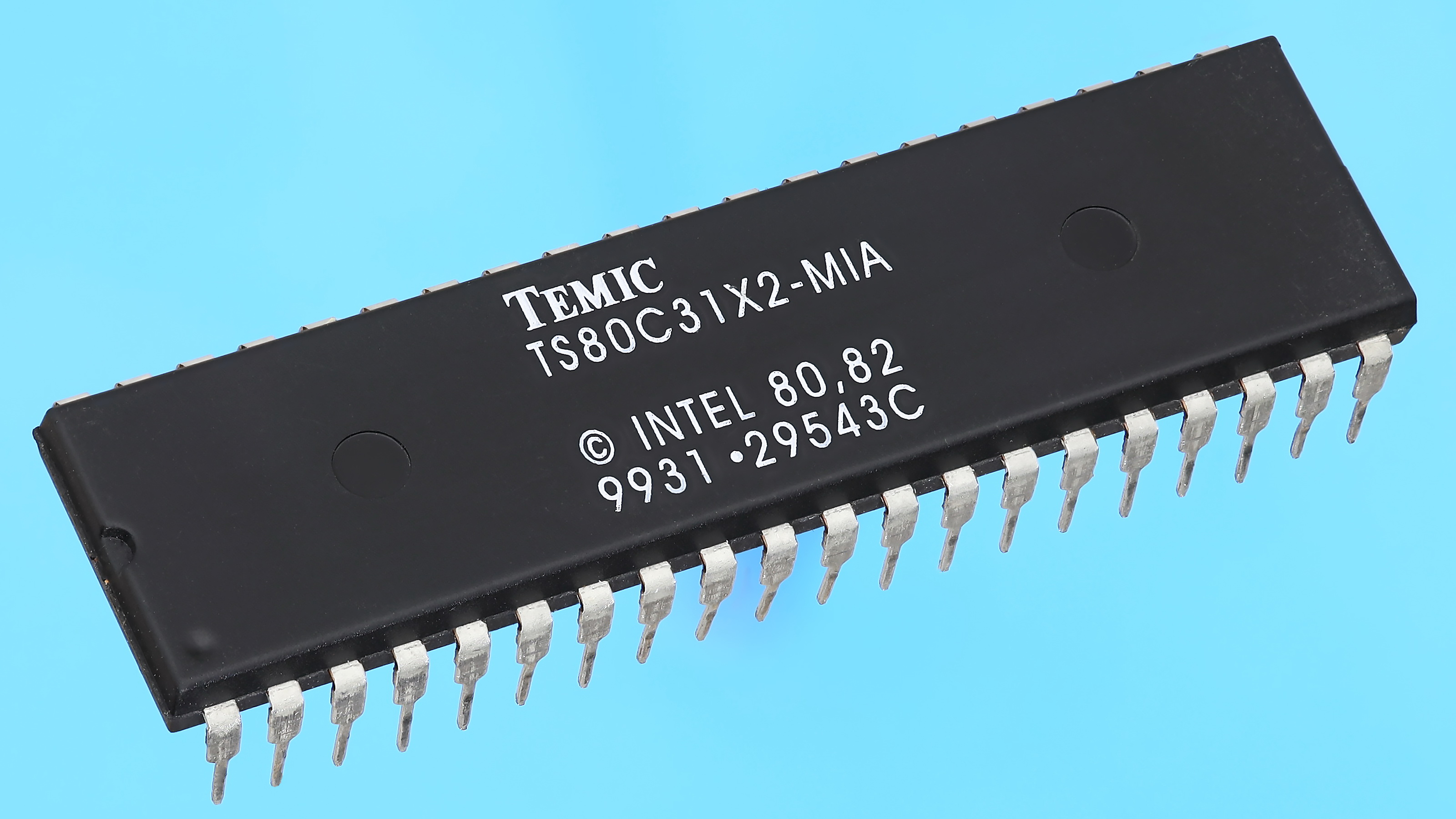
Mikrocontroller TS80C31X2 (kompatibel zum Intel 8051) aus der Produktion von TEMIC

Temic Telefunken microelectronic (Eigenschreibweise TEMIC TELEFUNKEN microelectronic) war ein deutscher Hersteller von Halbleitern (Heilbronn) und Automobilelektronik (Nürnberg, Ingolstadt, Schrobenhausen). 
Am 1. Juli 1992 wurde die Temic als TEMIC TELEFUNKEN microelectronic GmbH mit Sitz in Heilbronn gegründet. Gesellschafter mit einem Kapitalanteil von jeweils 50 % waren die damaligen Daimler-Benz-Töchter AEG-Telefunken und DASA. In dieser Konstellation entwickelte und produzierte TEMIC Elektronikkomponenten (ABS-Steuergeräte in Zusammenarbeit mit ITT Teves, Airbag-Steuergeräte, Spiegel- und Sitzverstellungen etc.) für alle namhaften Automobilhersteller. Die industrielle Führung des Unternehmens wurde von der AEG bei deren Auflösung an Daimler-Benz abgegeben.

## Aufspaltung und Auflösung
Im Jahr 1998 erfolgte eine Aufspaltung des Unternehmens in drei Gesellschaften, wobei jeweils Teile von Atmel und Vishay übernommen wurden. Diese führte zur Auflösung von TEMIC TELEFUNKEN microelectronic. Die nicht verkauften Teile blieben bei Daimler-Chrysler, mit Sitz Nürnberg.
Im April 2001 erklärte Conti seine Absicht, Temic-Anteile von Daimler-Chrysler für insgesamt rund 630 Millionen Euro zu übernehmen. Continental erwarb damit ein eigenes Standbein in der Elektronik,
und führte diese Teile als Conti Temic microelectronic GmbH mit Sitz in Ingolstadt weiter, heute als Teil von Continental Automotive Systems
Einzelne Bereiche von TEMIC finden sich inzwischen bei Atmel, Continental, Messerschmitt-Bölkow-Blohm, Harman Becker, Vishay, Telefunken Semiconductors sowie Vitesco Technologies wieder.